# X століття до н. е.
10 століття до н. е. — період від 1 січня 1000 до 31 грудня 901 років.

## Події
- 1000 до н. е. — захоплення Єрусалима ізраїльтянином Давидом.
- 977 до н. е. — початок правління єгипетського фараона Сиамона I;
- Створення Уффінгтонського білого коня
- 900 до н. е. — Мероїтське царство.

## Правителі
- Царі Мессенії: Главк, Істмій.
- Царі Спарти (з династії Агидів) Ехестрат, Лабота, Дорісс; (з династії Евріпонтідів) Евріпонт, Прітанід, Евном
- Фараони Псусеннес I, Аменемопе, Осоркон Старший, Сиамон I, Псусеннес II, Шешонк I, Осоркон I.
- Царі Юдеї Ішбаал, Давид, Соломон, Ровоам, Авія, Аса.
- Царі Ізраїлю Ієровоам I, Надав.
- Царі Тіру Абібаал, Хірам I Великий, Балеазар I, Абдастарт, Метусастарт, Астарім.
- Царі Дамаску Різон I, Таб-Ріммон.
- Царі Ассирії Ашшур-Рабі II, Ашшур-Реш-Іші II, Тукульті-Апіль-Ешарра II, Ашшур-Дан II, Адад-Нірарі II.
- Царі Вавилону Нінурта-Кудуррі-Уцур I, Ширікті-Шукамуна. 7-а династія Марбіті-Аплі. 8-а династія Набу-Мукин, Нінурта-Кудуррі-Уцур, Мар-Біті-Аххе-Іддін, Шамаш-Мудаммік.
- Царі Еламу для даного періоду невідомі.
- Царі Чжоу Чжао-Ван, Му-Ван, Гун-Ван.